# 阿謝爾 (亞利桑那州)
阿謝爾（英語：Asher）是位於美國亞利桑那州尤馬縣的一個非建制地區。該地的面積和人口皆未知。

## 地理
阿謝爾的座標為32°40′32″N 114°04′25″W / 32.67556°N 114.07361°W，而該地的平均海拔高度為93米（即305英尺）。